# Richteriet
Het mineraal richteriet is een natrium-calcium-magnesium-ijzer-inosilicaat met de chemische formule Na2CaMg3Fe2+2(Si8O22)(OH)2. Het behoort tot de amfibolen.

## Eigenschappen
Het bruin tot roodbruine, blauwe of gele richteriet heeft een witte streepkleur, een glasglans en een perfecte splijting volgens de kristalvlakken [110] en [100]. De gemiddelde dichtheid is 3,09 en de hardheid is 6. Het kristalstelsel is monoklien en het mineraal is niet radioactief.

## Voorkomen
Richteriet is een algemeen mineraal in magmatische en metamorfe gesteenten. Het wordt onder andere gevonden in de Jacupiranga mijn in Cajati, São Paulo, Brazilië en in Bancroft, Ontario, Canada.